# Prince of Persia: The Sands of Time
Prince of Persia: The Sands of Time (укр. Принц Персії: Піски часу) — відеогра, розроблена компанією Ubisoft у 2003 році спільно із засновником першого Prince of Persia Джорданом Мехнером.
Prince of Persia: The Sands of Time не є сиквелом оригінального Prince of Persia, і на відміну від першої гри, є не платформером, а екшном. Тим не менш, основа ігрового процесу в усіх частинах ігор однакова — переміщення по багатоповерховим складним з архітектурної точки зору будівлям, з постійним виконанням складних акробатичних прийомів, які урізноманітнені періодичними сутичками з ворогами.

## Сюжет
Принц Персії розповідає свою історію. Він (як і в оригінальній грі, ім'я не вказано) разом зі своїм батьком, царем Шахраманом, планує захопити замок індійського Махараджи. У цьому плані їм допомагає ренегат візир (очевидно даний персонаж є відсиланням до візира Джаффарі з гри 1984 року, хоча в Sands of Time ім'я візира невідомо), який насправді переслідує власні плани — роздобути зі скарбниці Махараджи Кинджал Часу, за допомогою якого можна керувати Пісками Часу, укладеними у великому пісковому годиннику в тій же скарбниці. Принц пробирається до скарбниці Махараджи і дістає Кинджал Часу. Він ледь не гине від падаючого каменя, але за допомогою властивостей Пісків часу уникає смерті. Принц повертається до головної зали, де його батько і військо намагається забрати пісковий годинник. Візир вимагає собі Кинджал, але Шахраман йому відмовляє. План візира порушується. За цим спостерігає таємнича дівчина, яку захоплює перський воїн
Військо повертається з Індії і зупиняється у замку Азад, у якому править давній друг царя Шахрамана. Цар презентує султану Піски часу. Візир каже, що усередині годинника величезні скарби За його порадою, Принц вставляє Кинджал у пісочний годинник (а таємнича індійська дівчина кричить йому зупинитися), чим звільняє Піски Часу. Візир бере їх під свій контроль і вони перетворюють його батька та численних воїнів у піщаних зомбі. Візир вимагає у Принца віддати Кинджал, але той тікає. Він бачить, що піщані зомбі заповнюють замок. Знищити їх можливо лише ударом Кинджала Часу, бо іншою зброєю їх неможливо вбити остаточно. Принц помічає ту дівчину і слідує замком за нею. Він зустрічається з нею, і бачить, що у неї медальон з таким самим символом, як і на піщаному годиннику(який врятував її від дії Пісків). Вона представляється Фарою, дочкою Махараджи. Вона вимагає у Принца віддати кинджал, але Принц, пам'ятаючи слова візира, відмовляє. Нападають піщані тварини і вони домовляються зустрітися у залі аудієнцій. Принц блукає замком, і спостерігає, що велетенські піщані птахи переносять пісковий годинник у одну з башт замку. У намаганні дістатися зали аудієнцій, він активує оборонну систему замку і згодом опиняється на другому поверсі залу аудієнцій. Унизу Фара відбивається від піщаних зомбі. Принц кидається їй на допомогу. Серед піщаних зомбі, він помічає свого перетвореного батька. Йому доводиться вбити його і заходить у піщаний шторм, який дає йому видіння, де саме знаходиться годинник. Коли він отямлюється, Фара намагається забрати кинджал. Вона пояснює Принцу, що якщо пісок не зупинити, він знищить усе живе на своєму шляху. Щоб зупинити пісок, потрібно потрапити до піскового годинника. Принц каже, що він знаходиться у Вежі Світанку. Вони починають шлях туди.
Подорожуючи до Вежі разом, Принц та Фара потроху починають виявляти романтичні почуття один до одного. Але на підході до Вежі Світанку, у піщаних штормах Принц дедалі частіше починає бачити видіння, як Фара забирає Кинджал. Принц та Фара на мить розділяються, коли Принц падає у замкову в'язницю. Він вибирається з в'язниці і вкторе рятує Фару від піщаних зомбі. У піщаному штормі він знову бачить видіння, як Фара забирає кинджал і коли він отямлюється у Фари на колінах, то хапається кинджалу, і помічає що він на місці. Вони досягають Вежі Світанку і після сутички з піщаними зомбі у ліфті, вони досягають піскового годинника. Фара каже Принцу, щоб той видерся на верхівку годинника і встромив кинджал у купол. Принц починає встромляти кинджал, але раптом він замислюється щодо мотивів Фари. Ця затримка дорого коштувала героям — з'являється візир і чаклує піщану бурю. Він намагається дістати кинджал, але Принц у польоті перехоплює його. Вони з Фарою опиняються у якійсь залі. Там, Фара каже Принцу, що коли вона була маленькою, її матір сказала магічне слово, яке дозволяє відкрити таємний прохід — "Каколукіям". Прохід відкривається і Принц йде шукати Фару. Він знаходить її у басейні і вони проводять романтичні миті разом. Але Принц прокидається і виявляє, що Фара викрала його меч і кинджал, лишивши натомість медальон. Він здогадується, що Фара намагається закінчити розпочате. Він здобуває собі магічний меч, який може вбивати піщаних зомбі одним ударом і вирушає за нею на верхівку Башти. На верхівці він бачить, що Фара загнана у кут піщаними зомбі. Вона падає у пролом, але Принц хапається за лезо кинджалу, у намаганні врятувати її. Вона каже слово "Каколукіям", і відпускає кинджал, розбиваючись насмерть. Принц знищує піщаних зомбі і спускається униз. Він оплакує мертву Фару, аж тут з'являється візир і пропонує Принцу отримати вічне життя за допомогою пісків. У розпачі, Принц відмовляється, видирається на верхівку піскового годиннка і б'є кинджалом у купол. Пісковий годинни закривається і час відмотується назад, відміняючи усі події гри.
Принц прокидається у своєму таборі із Кинджалом Часу у руці. Він опинився у тому самому моменті, коли вони з батьком готувалися напасти на Махараджу. Він прямує до замку Махараджі, де пробирається у кімнату Фари, яка вже прокинулася. Виявляється, що протягом усієї гри, слухачем Принца була Фара, якій він розповів про усі події, які стануться. Але раптом у кімнаті з'являється візир і планує вбити Фару, видавши це за знак війни між Персією та Індією. Принц сходиться з ним у двобої і перемагає. Візир гине. Принц готується йти, але Фара відмовляється йому вірити. Він її цілує, але вона його відштовхує від себе. Він повертає час назад і повертає кинджал. Перед тим, як Принц зникає в джунглях, Фара питає його ім'я. Принц відповідає "Каколукіям", і Фара усвідомлює, що все, що розказав Принц — правда.

## Ігровий процес
Випущений через багато років після оригінального Prince of Persia (1989), Sands of Time відрізняється сильно розвиненим ігровим процесом, однією з причин зміни якого є переведення гри в повністю тривимірний простір. Основна ідея гри, тим не менше, та ж сама: акробатично складне переміщення по замку з пастками, урізноманітнене сутичками з ворогами. Крім звичайних стрибків, головний герой може бігати по стінах, відстрибувати від них, лазити по канатах, стрибати з горизонтальних жердин, а також поєднувати деякі з цих акробатичних прийомів один з одним.

### Кинджал часу

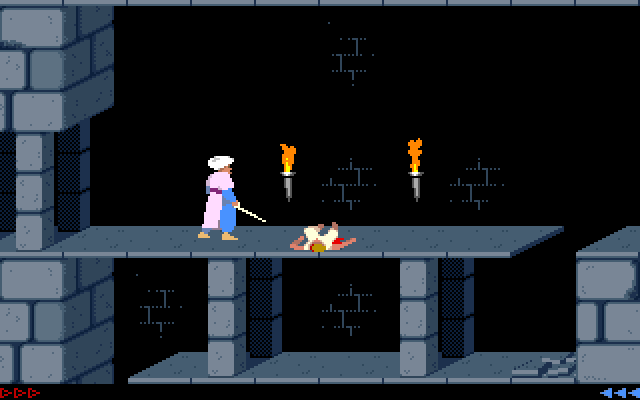
Скріншот із відеогри

Унікальною особливістю гри є наявність самого Кинджала часу, який дає можливість керувати часом, витрачаючи Пісок часу, що зберігається у відсіках кинджалу — круглих жовтих і білих у вигляді півмісяця. Пісок можна відновлювати в спеціальних джерелах Піску (заповнює всі відсіки цілком) або вбиваючи кинджалом ворогів (відновлює один жовтий відсік або половину білого). Кинджал дає чотири здібності:
- Повернення (Revival) — зазвичай званий «відмотування», тому що дозволяє відмотати час назад (не більше ніж на 8 секунд), навіть якщо Принц на момент початку відмотування вже мертвий (наприклад, можна відмотати падіння в прірву). Використовує один відсік Піску першого типу (жовтий).
- Затримка (Delay) — зазвичай називається «уповільненням», через те, що дозволяє сповільнити час, даючи гравцеві перевагу в реакції, одночасно трохи прискорюючи Принца і роблячи ворогів нездатними блокувати його удари. Використовує один відсік другого типу (білий).
- Знерухомлення (Restraint) — зазвичай заморожуванням, дозволяє ударом кинджала заморозити ворога, давши можливість вбити його двома ударами, але в підсумку з нього не можна витягти Пісок. Витрачає один відсік другого типу.
- Прискорення (Haste) — уповільнює і заморожує всіх ворогів навколо на короткий час, даючи можливість швидко знищити всіх ворогів кількома ударами. Вороги не залишають за собою Піску, і здатність витрачає усі відсіки другого типу, може бути використана тільки коли вони всі повні і коли їх кількість дорівнює кількості відсіків першого типу.

Можливості Кинджала часу компенсують неможливість зберегти гру в будь-який момент: зберегтися можна тільки в спеціально відведених місцях, де з землі б'ють Піщані шторми, проходження через які також дає видіння, що є своєрідною підказкою щодо подальшого проходження рівня до наступного шторму.

### Вороги
Сутички з ворогами чітко відокремлені від акробатичної частини гри, і являють собою невеликі перерви, протягом яких на відносно замкнутому просторі Принц вступає в бій з ворогами (більшу частину гри це пісочні зомбі декількох видів, що відрізняються зовнішнім виглядом, зброєю, бойовими прийомами і витривалістю), які атакують у кілька хвиль. Коли всі вороги в певній локації знищені, камера демонструє Принца, що вбирає зброю в піхви.
У грі існує досить багато видів ворогів:
- Індійські воїни — протистоять армії батька Принца на початку гри. Досить слабкі вороги.

Інші види ворогів поневолені силами Пісків часу і мешкають в Азаді, замку султана:
- Червоні вартові — охорона Азада в червоному одязі, як зброю використовують бердиш. Повільні, хоча їх дистанція атаки досить велика.
- Воїни з сокирами - низькі горбаті люди в чалмі з невеликими сокирами ікамі. З'являються на початку гри, як супутники червоних вартових. Схожі на воїнів з серпом.
- Сині вартові — відрізняються від червоних здатністю блокувати подвійний удар Принца у стрибку, що сильно ускладнює їх знищення. Це колишні солдати Вавилона, поневолені Пісками часу
- Мешканки гарему — жінки в червоному одязі, озброєні двома кинджалами. Слабкі фізично, але можуть проводити довгі комбо-атаки і рухаютися швидше охорони.
- Воїни з ланцюгами — зазвичай допомагають мешканкам гарему. Озброєні важким ланцюгом, яким можуть дістати досить далеко, нахиляючись під час удару. Здатні блокувати горизонтальний збиваючий удар Принца від стіни.
- Воїни з серпом — майже повністю аналогічні воїнам з ланцюгом, озброєні серпоподібним кинджалом.
- Ковалі — бородаті ковалі з величезним молотом, сильні і з великим радіусом атаки, блокують горизонтальний удар від стіни.
- Генерали — великі бійці, покриті бронею, мають велику кількість здоров'я, озброєні тесаками величезних розмірів, які можуть завдавати великі пошкодження на великій площі. Рубаючим ударом по ногах, можуть збивати Принца з ніг, навіть коли він стоїть у блоці. Блокують подвійний удар у стрибку.

Інші пісочні істоти:
- Пісочні кажани — нападають зграйками, і можуть скинути Принца з планки, по якій він йде. Одним ударом можна вбити відразу кілька кажанів. Найслабші вороги в грі. Відлітають, якщо від зграї залишилося менше чотирьох кажанів.
- Пісочні птахи — величезні птахи з зоопарку султана, наносять пікіруючий удар, що збиває з ніг, але самі гинуть від одного удару. Схожі на ібісів.
- Пісочні жуки — великі жуки, здатні літати над землею і кусати Принца. Слабкі вороги, до того ж вони пасивні, і атакують тільки після того, як отримують удар. Схожі на жуків скарабеїв.

Також існують дві особливі сутички у грі, де ворогів можна назвати босами:
- Шахраман, батько Принца — умілий воїн, перетворений на піщаного монстра, дуже сильний і не може бути убитий, доки не буде знищена вся варта, яка його супроводжує.
- Візир — радник Махараджи, зрадник, з яким Принц стикається в бою в кінці гри, після відмотування часу до моменту до нападу на Махараджи. Читаючи мантри, візир викликає трьох своїх двійників, яких потрібно послідовно знищити, перш ніж атакувати самого візира.

### Зброя
Єдиною зброєю Принца (не враховуючи Кинджала часу, який не є повноцінною зброєю) є меч, як і в оригінальній грі. Щоправда, за гру Принц кілька разів змінює мечі, змінюючи попередні на потужніші (ймовірно, мається на увазі, що нові мечі сильніші через свої розміри і вагу), який втім не дає ніяких нових можливостей, крім нанесення великих пошкоджень і проламуванням стін в деяких місцях (винятком є останній меч у грі, який дозволяє пробивати блоки ворогів і вбивати їх одним ударом без добивання кинджалом Часу).

## Графіка
Гра відрізняється досить якісною графікою для свого часу. Незважаючи на порівняно низьку деталізацію моделей, картинка прикрашена великою кількістю фільтрів, що створюють ефект згладжування, світлових відблисків та розмиття зображення в потрібні моменти. Ці та інші спецефекти надають картинці реалістичність та барвистість.

## Саундтрек
Prince of Persia: The Sands of Time Original Soundtrack був випущений 3 листопада 2003 компанією Ubisoft.
Композитором музики для гри був обраний Стюарт Чатвуд (Stuart Chatwood), учасник неіснуючої нині канадської рок-групи The Tea Party. З 2002 року Чатвуд працював над матеріалами гри, а в січні 2003 з'явилися перші записи.
Вокальні партії саундтрека виконували Меріем Толлар (Maryem Tollar) і Сінді Гомес (Cindy Gomez)
| #   | Назва                           | Тривалість |
| --- | ------------------------------- | ---------- |
| 1.  | «Welcome to Persia»             | 1:02       |
| 2.  | «Introducing the Prince»        | 1:39       |
| 3.  | «Call to Arms»                  | 0:39       |
| 4.  | «Prelude Fight»                 | 1:34       |
| 5.  | «A Dagger Is Found»             | 0:36       |
| 6.  | «A Princess Is Stolen»          | 1:08       |
| 7.  | «Behold the Sands of Time»      | 2:45       |
| 8.  | «Start Running»                 | 0:28       |
| 9.  | «Discover the Royal Chambers»   | 1:57       |
| 10. | «Dreamtime»                     | 0:41       |
| 11. | «A Question of Trust»           | 0:52       |
| 12. | «Father Is That You?»           | 0:31       |
| 13. | «Attack of the Sand Griffins»   | 1:15       |
| 14. | «Don't Enter the Light»         | 2:02       |
| 15. | «Enter the Royal Palace»        | 1:26       |
| 16. | «A Long Way Up»                 | 1:04       |
| 17. | «A Vision»                      | 0:07       |
| 18. | «Royal Baths»                   | 1:45       |
| 19. | «A Bad Dream»                   | 0:58       |
| 20. | «Chaos in the Zoo»              | 1:44       |
| 21. | «Lost in the Crypts»            | 1:47       |
| 22. | «Farah Enlightens the Prince»   | 2:29       |
| 23. | «A Brief Oasis»                 | 0:59       |
| 24. | «Awake»                         | 0:36       |
| 25. | «Trouble in the Barracks»       | 1:47       |
| 26. | «Library»                       | 1:42       |
| 27. | «The Prince Hesitates ...»      | 1:08       |
| 28. | «Tower of Dawn»                 | 1:34       |
| 29. | «Farah Persikes»                | 1:10       |
| 30. | «At What Cost»                  | 0:22       |
| 31. | «Reverse the Sands of Time»     | 3:03       |
| 32. | «The Battle Begins»             | 0:17       |
| 33. | «The Vizier Must Die»           | 0:59       |
| 34. | «Finish the Vizier»             | 0:43       |
| 35. | «Farewell Princess»             | 3:08       |
| 36. | «Time Only Knows»               | 3:46       |
| 37. | «The Maharaja's Treasure Vault» |            |

## Цікаві факти
- Вся гра являє собою історію, яка розказується Принцом принцесі Фарі (і якщо загинути, то Принц говорить, що він пожартував і, звичайно, вижив, і повертає свою розповідь до останньої точки збереження), хоча розповідаються події, через вміння Принцом відмотувати час, яке начебто ніколи й не відбувалося (тому він розповідає це їй як казку). Причому, Принц оповідає свою історію Фарі двічі: наприкінці першої гри, і в кінці третьої, коли через події другої гри, перше оповідання зникло з потоку часу.
- Перша фраза «Пісків часу»  Більшість людей думають, що час, як ріка, яка тече швидким і впевненим потоком в одному напрямку. Але я бачив обличчя часу, і я можу вам сказати: вони не праві. Час як океан під час шторму. Ви можете запитати, хто я і чому я говорю про це. Сідайте, і я розповім вам казку, яку ніхто до вас не чув.  є і останньою фразою в «Двох тронах».
- Титул візира (візира, Вазіра) був поширений в мусульманських країнах, і візиром не міг називатися радник індійського правителя. Візиром в оригінальній грі був перс, візир перського султана.
- У другій частині оригінальної гри — Prince of Persia 2: The Shadow and The Flame — фінальний бос візир теж використовував своїх двійників.
- Візир носить посох у вигляді змії, схожий на палицю візира Джафара з мультфільму «Аладдін».
- У грі існує рімейк першого рівня першої частини Prince of Persia, який можна відкрити, якщо на початку гри, стоячи на балконі замку, затиснути кнопку «вирівнювання камери» і потім послідовно натискати «стрибок», «удар мечем», «удар кинджалом», «присісти», «удар кинджалом», «стрибок», «удар мечем», «присісти» (для стандартної налаштування керування в PC-версії гри це буде, затиснувши X, пробіл, ліва кнопка миші, E, C, E, пробіл, ліва кнопка миші, C).
- У версіях гри для PS2, Xbox і GameCube існує унікальне меню досягнень, де відкривається міні-гра Prince of Persia (повна оригінальна гра) після проходження гри.
- У версіях гри для PS2, Xbox і GameCube існує унікальний секрет на рівні «Above the baths», де в руїнах стародавнього палацу є важіль, що відкриває двері, котрий можна зрушити далі, щоб він вказував на стіну, потім розбити її та знайти міні-гру Prince of Persia 2. У PC версії при деяких ракурсах камери можна побачити, що коридор за стіною є, і важіль відкриває ворота, однак розбити стіну ніяк не можна. В HD рімейку гри на PS3 стіну розбити також неможливо.
- Принцеса Фара реагує, якщо Принц довго дивиться на неї (в режимі камери від першої особи).
- Після декількох перекочувань у Принца забрудняться штани, але якщо постояти на місці деякий час Принц обтруситься і штани знову будуть чистими. У версії для PS3 штани залишаються брудними.
- Очевидно, що гра Prince of Persia сильно вплинула на стилістику гри God of War. Дуже схожі точки збереження, горизонтальні важелі, деякі прийоми на джойстику, тактика блокування ударів та ухилення від ворогів під час бою. Переміщення по балках з балансуванням перейнято з Prince of Persia: The Sands of Time практично без змін.
- У 2010 році за мотивами гри вийшов однойменний фільм, сюжет в якому був дуже сильно змінений у порівнянні з грою.
- Попри те, що наступною грою серії є Prince of Persia: Warrior Within, сюжетну лінію гри продовжує Prince of Persia: The Forgotten Sands, тому що вона є мідквелом, що відбуваються між подіями Sands of Time і Warrior Within.
- У 2010 році вийшов 3D рімейк перших трьох частин серії ексклюзивно для Playstation 3.